# Elijah Waters
Elijah Waters, artiestennaam van Yannick Witvoet, is een Nederlandse rapper, zanger en muziekproducent.

## Biografie
Witvoet kwam in aanraking met rappen via de mensen de hij kende via zijn lokale skatebaan. Hier begon hij op zestienjarige leeftijd te rappen onder de naam Wavy Baby, welke hij later veranderde naar Elijah Waters. Hij was onderdeel van het hiphopcollectief Green Cabin. Sinds 2017 brengt hij onder zijn eigen naam muziek uit. Zijn eerste uitgave was de ep Burning Rivers. In 2018 was hij onderdeel van Popronde en bracht hij samen met Nash Crebula het album No Sleep in the Southside uit. Eveneens in 2018 kwam hij met het album Mr. Waters, wat geproduceerd was door Elijah Waters zelf en leden van Green Cabin. In 2019 releasede hij het album A Sunday Kind of Love.
Zijn volgende project was de ep Arranged Escape, welke vanaf december 2019 in de maak was, maar werd uitgebracht in oktober 2021. In 2023 stond hij op het festival ESNS en bracht hij zijn zelfgeproduceerde album Mother, I'm Not Here uit.